# Gerhard Harig
Gerhard Harig, né le 31 juillet 1902 à Niederwürschnitz et mort le 13 octobre 1966 à Leipzig est un physicien, philosophe et homme politique est-allemand. Il est secrétaire d'État à l'Enseignement supérieur et technique de 1951 à 1957.
Sous le Troisième Reich, il est résistant au nazisme et détenu au camp de Buchenwald.

## Werke
- Physik und Renaissance. 2. Aufl. Akademische Verlagsgesellschaft Geest u. Portig, Leipzig 1984.
- Schriften zur Geschichte der Naturwissenschaften. Akademie-Verlag, Berlin 1983.
- Physik und Renaissance. 1. Aufl. Akademische Verlagsgesellschaft Geest u. Portig, Leipzig 1981.
- Ausgewählte philosophische Schriften. Karl-Marx-Univ., Leipzig 1973.
- Die Erkenntnistheorie des Marxismus. 1945.
- Ergebnisse der Volkszählung vom 3. November 1945. Nachrichtenamt d. Stadt, Leipzig 1945.
- Mark M. Rozental: Materialistische und idealistische Weltanschauung. 2. Aufl. Dietz, Berlin 1948.
- Alexander von Humboldt. Urania-Verlag, Leipzig 1959.
- Lenin und die moderne Physik. Leningrad  1934.
- Das Hochschulwesen in der Sowjet-Union. Staatssekretariat f. Hochschulwesen, Berlin 1952.
- Es geht um den Beitrag des deutschen Hochschulwesens und der deutschen Wissenschaft im Kampf um die Erhaltung des Friedens, die Einheit Deutschlands und den planmässigen Aufbau des Sozialismus. Staatssekretariat f. Hochschulwesen, Berlin 1952.
- Über die Verbreiterung der Absorptionslinie 2537 °A. E. des Quecksilbers und Über die Absorption ultravioletten Lichtes durch flüssiges Kohlendioxyd. Leipzig 1929.
- Naturwissenschaft, Tradition, Fortschritt. Dt. Verlag d. Wissenschaften, Berlin 1963.
- Wilhelm Ostwald: Volumchemische Studien über Affinität. Akademische Verlagsges. Geest u. Portig, Leipzig 1966.
- Von Adam Ries bis Max Planck. Verlag Enzyklopädie, Leipzig 1961.
- Naturwissenschaft und Philosophie. Akademie-Verlag, Berlin 1960.
- Lehre, Forschung, Praxis. Teubner (in Verwaltung), Leipzig 1963.
- Alexander von Humboldt. 2., verb. Aufl. Urania-Verlag, Leipzig 1964.
- Wesen und Entstehung der marxistischen Philosophie. Verlag Enzyklopädie, Leipzig 1958.
- Die Tat des Kopernikus, Leipzig. 2., überarb. Aufl. Urania-Verlag, Leipzig 1965.
- Die Tat des Kopernikus, Leipzig. Urania Verlag, Leipzig 1962.
- Dialektischer Materialismus und moderne Naturwissenschaft. Verlag Enzyklopädie, Leipzig 1960.
- Bedeutende Gelehrte in Leipzig. Bd. 2.1965.
- Die Entwicklung der Wissenschaft zur unmittelbaren Produktivkraft. Karl-Marx-Universität, Leipzig 1963.
- Sowjetische Beiträge zur Geschichte der Naturwissenschaft. Verlag d. Wissenschaften, Berlin 1960.
- Die Erziehung unserer Studierenden im gesellschaftswissenschaftlichen Grundstudium. Verlag Junge Welt, Berlin 1954.
- Leipziger Vorträge der Arbeitsgemeinschaft marxistischer Wissenschaftler. Bibliographisches Institut.
- Von Adam Ries bis Max Planck. 2., (durchges.) Aufl. Verlag Enzyklopädie, Leipzig 1962.

## Sources
- (de) Cet article est partiellement ou en totalité issu de l’article de Wikipédia en allemand intitulé « Gerhard Harig » (voir la liste des auteurs).